# Arrestation et assassinat de Ngô Đình Diệm
L'arrestation et assassinat de Ngô Đình Diệm, président du Sud Viêt Nam, ont marqué le point culminant d'un coup d'État réussi dirigé par le général Dương Văn Minh le 1er novembre 1963. Le coup d'État a été l'aboutissement de neuf années de régime familial autocratique et népotiste au Sud Viêt Nam. Le mécontentement contre le régime de Diệm couvait sous la surface et a explosé avec des manifestations bouddhistes de masse contre la discrimination religieuse de longue date après que le gouvernement a tiré sur des manifestants qui ont défié l'interdiction de faire flotter le drapeau bouddhiste.
L'Armée de la République du Viêt Nam (ARVN) avait lancé un siège sanglant pendant la nuit sur le palais de Gia Long à Saïgon. Lorsque les forces rebelles sont entrées dans le palais, Diệm et son conseiller et frère cadet Ngô Ðình Nhu n'étaient pas présents, s'étant déjà enfuis dans un abri loyaliste à Cholon. Les frères étaient restés en communication avec les rebelles par un lien direct entre l'abri et le palais, et les avaient induits en erreur en leur faisant croire qu'ils étaient toujours dans le palais. Les frères Ngô acceptèrent bientôt de se rendre et se virent promettre l'exil sain et sauf ; après avoir été arrêtés, ils ont été exécutés à l'arrière d'un véhicule blindé de transport de troupes par des officiers de l'ARVN sur le chemin du retour au quartier général militaire près de la base aérienne de Tân Sơn Nhất. Bien qu'aucune enquête formelle n'ait été menée, la responsabilité de la mort des frères Ngô est généralement attribuée au garde du corps de Minh, le capitaine Nguyễn Văn Nhung (en) et au major Dương Hiếu Nghĩa (en), qui ont tous deux gardé les frères pendant le voyage. Les collègues de l'armée de Minh et les responsables américains à Saïgon sont convenus que Minh avait ordonné les exécutions. Ils ont postulé divers motifs, notamment que les frères avaient embarrassé Minh en fuyant le palais Gia Long et que les frères avaient été tués pour empêcher un retour politique ultérieur. Les généraux ont d'abord tenté de dissimuler l'exécution en suggérant que les frères s'étaient suicidés, mais cela a été contredit lorsque des photos des cadavres des Ngôs ont fait surface dans les médias.

## Contexte

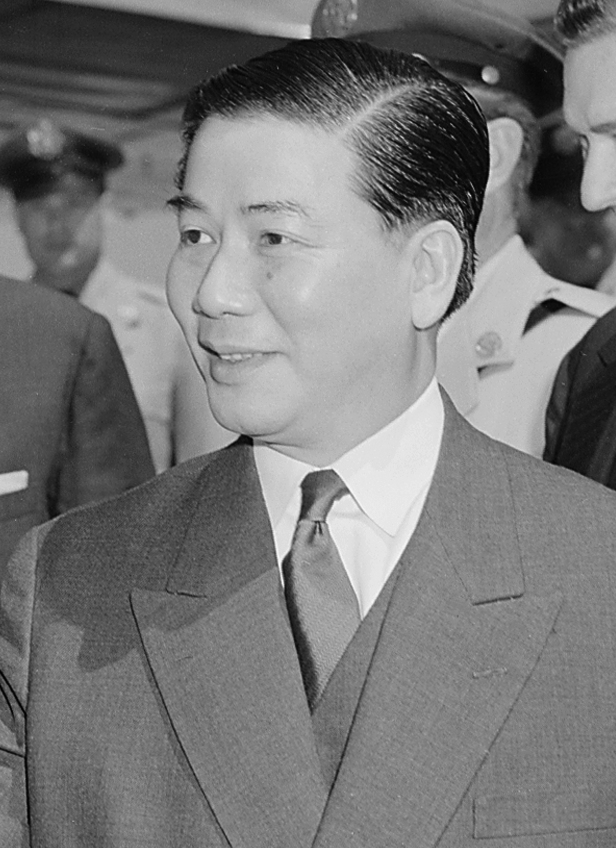
Ngô Đình Diệm

La carrière politique de Diệm a commencé en juillet 1954, lorsqu'il a été nommé Premier ministre de l'État du Viêt Nam par l'ancien empereur Bảo Đại, qui était chef de l'État. À l'époque, le Viêt Nam avait été divisé à la Conférence de Genève après la défaite des forces de l'Union française à la bataille de Dien Bien Phu, l'État du Viêt Nam régnant sur le pays au sud du 17e parallèle nord. La partition était censée être temporaire, avec des élections nationales prévues pour 1956 pour créer un gouvernement d'une nation réunifiée. Pendant ce temps, Diệm et Bảo Đại étaient enfermés dans une lutte de pouvoir. Bảo Đại n'aimait pas Diệm mais l'a choisi dans l'espoir qu'il attirerait l'aide américaine. La question a été soulevée lorsque Diệm a programmé un référendum (en) pour octobre 1955 sur la question de savoir si le Sud Viêt Nam devait devenir une république. Diệm a remporté le référendum truqué et s'est proclamé président de la nouvelle République du Viêt Nam.
Diệm a refusé d'organiser les élections de réunification, au motif que l'État du Viêt Nam n'était pas signataire des accords de Genève. Il a ensuite renforcé sa domination autocratique et népotiste sur le pays. Une constitution a été rédigée par une législature tampon qui a donné à Diệm le pouvoir de créer des lois par décret et de se donner arbitrairement des pouvoirs d'urgence. Les dissidents, à la fois communistes et nationalistes, ont été emprisonnés et exécutés par milliers et les élections ont été systématiquement truquées. Les candidats de l'opposition ont été menacés d'être inculpés pour complot avec le Viet Cong, qui a entraîné la peine de mort, et dans de nombreuses régions, un grand nombre de soldats de l'ARVN ont été envoyés pour bourrer les urnes.
Diệm a gardé le contrôle de la nation fermement entre les mains de ses frères et de leurs beaux-parents et des promotions dans l'ARVN ont été donnés sur la base de la religion et de la loyauté plutôt que du mérite. Deux tentatives infructueuses avaient été faites pour déposer Diệm; en 1960, une révolte de parachutistes a été annulée après que Diệm ait bloqué les négociations pour donner du temps aux loyalistes pour réprimer la tentative de coup d'État, tandis qu'un attentat à la bombe contre un palais en 1962 par deux pilotes de l'armée de l'air de la République du Viêt Nam n'a pas réussi à le tuer. La majorité bouddhiste du Sud Viêt Nam était depuis longtemps mécontente du fort favoritisme de Diệm envers les catholiques. Les fonctionnaires et les officiers de l'armée avaient longtemps été promus sur la base de la préférence religieuse, et les contrats gouvernementaux, l'aide économique américaine, les faveurs commerciales et les allégements fiscaux étaient accordés de préférence aux catholiques. L'Église catholique était le plus grand propriétaire foncier du pays et ses biens étaient exemptés de la réforme agraire. À la campagne, les catholiques étaient de facto dispensés d'effectuer le travail de corvée. Le mécontentement envers Diệm et Nhu a explosé en protestation de masse au cours de l'été 1963 lorsque neuf bouddhistes sont morts aux mains de l'armée et de la police de Diệm lors du Vesak, l'anniversaire de Bouddha Gautama.
En mai 1963, une loi interdisant le déploiement de drapeaux religieux fut invoquée de manière sélective ; le drapeau bouddhiste a été interdit d'affichage sur le Vesak tandis que le drapeau du Vatican a été déployé pour célébrer l'anniversaire de la consécration de l'archevêque Pierre Martin Ngô Đình Thục, frère aîné de Diệm. Les bouddhistes ont bravé l'interdiction et une manifestation a pris fin lorsque les forces gouvernementales ont ouvert le feu. Avec Diệm restant intransigeant face à l'escalade des demandes bouddhistes d'égalité religieuse, des sections de la société ont commencé à réclamer son retrait du pouvoir. Le tournant décisif est survenu peu après minuit le 21 août, lorsque les forces spéciales de Nhu ont perquisitionné et vandalisé des pagodes bouddhistes (en) à travers le pays, arrêtant des milliers de moines et causant un nombre de morts estimé à plusieurs centaines. De nombreux plans de coup d'État avaient été explorés par l'armée auparavant, mais les comploteurs ont intensifié leurs activités avec une confiance accrue après que l'administration du président américain John F. Kennedy a autorisé l'ambassade américaine (en) à explorer la possibilité d'un changement de direction.

## Reddition et débat
À 13 h 30 le 1er novembre, les généraux Dương Văn Minh et Trần Văn Đôn (en), respectivement conseiller militaire présidentiel et chef d'état-major de l'armée, mènent un coup d'État contre Diệm. Les rebelles avaient soigneusement élaboré des plans pour neutraliser les officiers loyalistes afin de les empêcher de sauver Diệm. À l'insu de Diệm, le général Đính, le prétendu loyaliste qui commandait le IIIe corps de l'ARVN qui encerclait la région de Saïgon, s'était allié aux comploteurs du coup d'État. Le deuxième des généraux loyalistes les plus dignes de confiance de Diệm était Huỳnh Văn Cao (en), qui commandait le IVe corps dans le delta du Mékong. Diệm et Nhu étaient au courant du plan de coup d'État, et Nhu a répondu en planifiant un contre-coup d'État, qu'il a appelé Opération Bravo. Ce plan impliquait Đính et le colonel  Tung (en), le commandant loyaliste des forces spéciales, organisant une fausse rébellion avant que leurs forces n'écrasent le « soulèvement » pour réaffirmer le pouvoir de la famille Ngô. Ignorant que Đính complotait contre lui, Nhu a permis à Đính d'organiser les troupes comme il l'entendait, et Đính a transféré le commandement de la 7e division basée à Mỹ Tho du IVe corps de Cao à son propre IIIe corps. Cela a permis au colonel Nguyễn Hữu Có (en), adjoint de Đính, pour prendre le commandement de la 7e division. Le transfert a permis aux rebelles d'encercler complètement la capitale et a refusé à Cao l'opportunité de prendre d'assaut Saïgon et de protéger Diệm, comme il l'avait fait lors de la précédente tentative de coup d'État en 1960. Minh et Đôn avaient invité des officiers supérieurs basés à Saïgon à une réunion au siège de l'état-major interarmées (JGS), sous prétexte d'affaires courantes. Au lieu de cela, ils ont annoncé qu'un coup d'État était en cours, avec seulement quelques-uns, dont Tung, refusant de se joindre. Tung a ensuite été contraint, sous la menace d'une arme, d'ordonner à ses forces spéciales loyalistes de se rendre. Le coup d'État s'est déroulé sans heurts car les rebelles ont rapidement capturé toutes les installations clés de Saïgon et scellé les routes entrantes pour empêcher les forces loyalistes d'entrer. Il ne restait que la garde présidentielle à défendre le palais de Gia Long. Les rebelles ont attaqué les bâtiments du gouvernement et de l'armée loyaliste mais ont retardé l'attaque du palais, espérant que Diệm démissionnerait et accepterait l'offre de passage sûr et d'exil. Diệm a refusé, jurant de réaffirmer son contrôle. Après le coucher du soleil, la 5e Division du colonel Nguyễn Văn Thiệu, qui devint plus tard le président de la nation, mena un assaut sur le palais Gia Long qui tomba à l'aube.
Au petit matin du 2 novembre, Diệm a accepté de se rendre. Les officiers de l'ARVN avaient l'intention d'exiler Diệm et Nhu, ayant promis aux frères Ngô un passage sûr hors du pays. A 6 h 0, juste avant l'aube, les officiers ont tenu une réunion au siège de la JGS pour discuter du sort des frères Ngô. Selon Lucien Conein, l' officier de l'armée américaine et de la CIA qui était la liaison américaine avec le coup d'État, la plupart des officiers, y compris Minh, voulaient que Diệm ait une « retraite honorable » de ses fonctions, suivie d'un exil. Tous les officiers supérieurs n'ont pas assisté à la réunion, étant déjà partis pour prendre des dispositions pour l'arrivée de Diệm et Nhu au quartier général de JGS. Le général Lê, un ancien chef de la police sous Diệm au milieu des années 1950, a fortement fait pression pour l'exécution de Diệm. Il n'y a pas eu de vote formel lors de la réunion et Lê n'a attiré qu'un soutien minoritaire. Un général aurait dit : « Pour tuer les mauvaises herbes, vous devez les arracher à la racine. » Conein a rapporté que les généraux n'avaient jamais indiqué que l'assassinat était dans leur esprit, puisqu'une transition ordonnée du pouvoir était une haute priorité dans la réalisation de leur objectif ultime d'obtenir une reconnaissance internationale.
Minh et Đôn ont demandé à Conein de sécuriser un avion américain pour emmener les frères hors du pays. Deux jours plus tôt, l'ambassadeur américain au Sud Viêt Nam (en), Henry Cabot Lodge, Jr., avait alerté Washington qu'une telle demande était probable et avait recommandé Saïgon comme point de départ. Cette demande a mis l'administration Kennedy dans une position difficile, car la fourniture d'un avion la lierait publiquement au coup d'État. Lorsque Conein a téléphoné à David Smith, le chef par intérim de la station de la CIA de Saïgon, il y a eu un retard de dix minutes. Le gouvernement américain ne permettrait à l'avion d'atterrir dans aucun pays, à moins que cet État ne soit disposé à accorder l'asile à Diệm. Les États-Unis ne voulaient pas que Diệm et Nhu forment un gouvernement en exil et les voulaient loin du Viêt Nam. Le Secrétaire d'État adjoint Roger Hilsman (en) avait écrit en août qu'"en aucun cas les Nhu ne devraient être autorisés à rester en Asie du Sud-Est à proximité immédiate du Viêt Nam à cause des complots qu'ils monteraient pour tenter de reprendre le pouvoir. Si les généraux décident d'exiler Diệm, il devrait également être envoyé en dehors de l'Asie du Sud-Est." Il a continué à anticiper ce qu'il a appelé un « Götterdämmerung dans le palais. »
"Nous devons encourager le groupe putschiste à mener la bataille jusqu'au bout et à détruire le palais si nécessaire pour remporter la victoire. La reddition inconditionnelle devrait être la condition de la famille Ngô, car elle cherchera sinon à déjouer à la fois les forces du coup d'État et les États-Unis. Si la famille est emmenée vivante, les Nhu doivent être bannis en France ou dans tout autre pays disposé à les recevoir. Diệm doit être traité comme le souhaitent les généraux."
Après s'être rendu, Diệm a appelé Lodge par téléphone pour la dernière fois. Lodge n'a pas signalé la conversation à Washington, il a donc été largement supposé que les deux hommes se sont parlé pour la dernière fois l'après-midi précédent, alors que le coup d'État commençait tout juste. Cependant, après la mort de Lodge en 1985, son assistant, le colonel Mike Dunn, a déclaré que Lodge et Diệm se sont parlé pour la dernière fois vers 7 h 0 le 2 novembre quelques instants après la reddition de Diệm. Lorsque Diệm a appelé, Lodge "[lui] a mis en attente", puis s'est éloigné. À son retour, l'ambassadeur a offert l'asile à Diệm et Nhu, mais n'a pas organisé le transport vers les Philippines avant le lendemain. Cela contredisait son offre d'asile précédente la veille lorsqu'il avait imploré Diệm de ne pas résister au coup d'État. Dunn a proposé d'aller personnellement à la cachette des frères pour l'escorter afin que les généraux ne puissent pas le tuer, mais Lodge a refusé, disant: "Nous ne pouvons tout simplement pas impliquer cela." Dunn a dit, "J'ai été vraiment étonné que nous n'ayons pas fait plus pour eux." Ayant refusé d'aider les frères à quitter le pays en toute sécurité, Lodge a dit plus tard après qu'ils ont été abattus : "Qu'aurions-nous fait d'eux s'ils avaient vécu? Tous les colonels dirigeables dans le monde les auraient utilisés."
Dunn a également affirmé que Lodge avait mis Diệm en attente afin d'informer Conein d'où se trouvaient les frères Ngô afin que les généraux puissent les capturer. Lorsqu'il a été confronté à la revendication de Dunn par un historien, Conein a nié le récit.  Il a également été révélé que Conein avait téléphoné à l'ambassade tôt le matin même pour s'enquérir de la demande des généraux d'un avion pour transporter Diệm et Nhu hors de Saïgon. L'un des membres du personnel de Lodge a déclaré à Conein que l'avion devrait se rendre directement dans le pays lointain offrant l'asile, afin que les frères ne puissent pas débarquer dans un pays d'escale voisin et y rester pour fomenter un contre-coup. Conein a appris que l'avion le plus proche capable d'effectuer un vol aussi longue distance était à Guam, et il faudrait 24 heures pour prendre les dispositions nécessaires. Minh a été stupéfait et a dit à Conein que les généraux ne pouvaient pas tenir Diệm pendant cette période. Conein ne soupçonnait pas un retard délibéré de l'ambassade américaine. En revanche, une commission d'enquête du Sénat américain au début des années 1970 a soulevé une pensée provocatrice : "On se demande ce qu'il est advenu de l'avion militaire américain qui avait été dépêché pour attendre le départ de Lodge, prévu pour la veille." L'historien Mark Moyar (en) soupçonnait que Lodge aurait pu faire voler Diệm à la base aérienne Clark aux Philippines, qui était sous juridiction américaine, avant de l'emmener à sa destination finale. Moyar a émis l'hypothèse que "lorsque Lodge avait offert le jet la veille, il l'avait fait pour inciter Diệm à abandonner à un moment où l'issue de l'insurrection était très incertaine. Maintenant que le coup d'État avait clairement réussi, Lodge n'avait plus besoin d'offrir une telle motivation.

## Arrestation prévue au palais de Gia Long
Pendant ce temps, Minh a quitté le siège de la JGS et s'est rendu au palais de Gia Long dans une berline avec son assistant et garde du corps, le capitaine Nguyễn Văn Nhung. Minh est arrivé au palais à 8 h 0 en uniforme de cérémonie militaire pour superviser l'arrestation de Diệm et Nhu. Minh avait également envoyé un véhicule blindé de transport de troupes M113 et quatre jeeps au palais de Gia Long pour ramener Diệm et Nhu arrêtés au siège de la JGS pour une reddition officielle. Alors que Minh était en route pour superviser la prise de contrôle du palais, les généraux Đôn, Trần Thiện Khiêm (en) et Lê Văn Kim (en) préparaient le quartier général de l'armée pour l'arrivée de Diệm et une cérémonie de passation du pouvoir à la junte. Les photos de Diệm ont été retirées et sa statue a été recouverte. Une grande table recouverte de feutre vert a été apportée avec l'intention d'asseoir Diệm pour la passation de pouvoir à Minh et au vice-président Nguyễn Ngọc Thơ, qui devait devenir le Premier ministre civil. Lors d'un événement télévisé à l'échelle nationale dont ont été témoins les médias internationaux, Diệm "demanderait" aux généraux que lui et son frère se voient accorder l'exil et l'asile dans un pays étranger, ce qui leur serait accordé. Les frères devaient ensuite être détenus dans un endroit sûr au siège de JGS en attendant leur expulsion.

## Évasion de Diệm

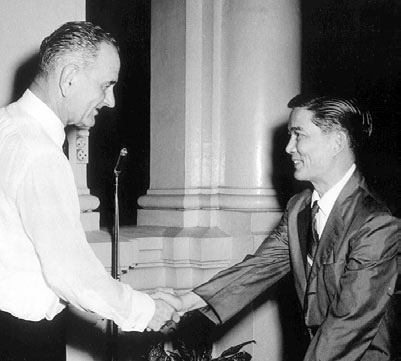
Le frère de Diệm, Ngô Đình Nhu (à droite), serrant la main du vice-président américain Lyndon B. Johnson en 1961.

Minh est arrivé à la place pour constater que les frères n'étaient pas dans le palais. En prévision d'un coup d'État, ils avaient ordonné la construction de trois tunnels séparés menant de Gia Long à des zones reculées à l'extérieur du palais. Vers 20 h la nuit du coup d'État, avec seulement la Garde présidentielle pour les défendre contre les unités d'infanterie et de blindés mutins, Diệm et Nhu se sont dépêchés de mettre des billets de banque américains dans une mallette. Ils se sont échappés par l'un des tunnels avec deux loyalistes : le lieutenant de l'armée de l'air Ðỗ Thơ, aide de camp de Diệm, qui se trouvait être un neveu du colonel Đỗ Mậu, le directeur de la sécurité militaire et un participant au complot de coup d'État, et Xuân Vy, chef de la Jeunesse républicaine de Nhu. Après le coup d'État, le Commandement de l'assistance militaire, le général vietnamien Paul Harkins, a inspecté le tunnel et a noté qu'il "était si bas que je ne voulais pas descendre pour monter la chose". Les frères ont émergé dans une zone boisée dans un parc près du Cercle Sportif, le club sportif de classe supérieure de la ville, où ils ont été récupérés par un Land Rover en attente. Ellen Hammer conteste l'évasion du tunnel, affirmant que les frères Ngo sont simplement sortis du bâtiment, qui n'était pas encore assiégé. Hammer affirme qu'ils sont passés devant les courts de tennis et ont quitté le parc du palais par une petite porte de la rue Le Thanh Ton et sont entrés dans la voiture. Les loyalistes ont voyagé dans des ruelles étroites afin d'échapper aux points de contrôle des rebelles et ont changé de véhicule pour une berline Citroën noire. Après avoir quitté le palais, Nhu aurait suggéré à Diệm que les frères se séparent, arguant que cela augmenterait leurs chances de survie. Nhu a proposé que l'un d'eux se rende dans le delta du Mékong pour rejoindre le IVe corps de Cao, tandis que l'autre se rendrait au IIe corps du général Nguyễn Khánh dans les Montagnes centrales. Nhu a estimé que les généraux rebelles n'oseraient pas tuer l'un d'eux pendant que l'autre était libre, au cas où le frère survivant reprendrait le pouvoir. Selon un récit, Diệm aurait refusé Nhu, estimant que « Vous ne pouvez pas partir seul. Ils vous détestent trop, ils vous tueront. Restez avec moi et je vous protégerai. » Une autre histoire soutient que Diệm a dit « Nous avons toujours été ensemble pendant ces dernières années. Comment pourrions-nous nous séparer pendant ces dernières années ? Comment pourrions-nous nous séparer en cette heure critique ? » Nhu a accepté de rester avec son frère.
Les loyalistes ont atteint la maison de Ma Tuyen dans le quartier des affaires chinois de Cholon. Ma Tuyen était un marchand et ami chinois qui aurait été le principal contact de Nhu avec les syndicats chinois qui contrôlaient le commerce de l'opium. Les frères ont demandé l'asile à l'ambassade de la République de Chine, mais ont été refusés et sont restés dans la maison de Ma Tuyen alors qu'ils faisaient appel aux loyalistes de l'ARVN et tentaient de négocier avec les putschistes. Les agents secrets de Nhu avaient équipé la maison d'une ligne téléphonique directe avec le palais, de sorte que les généraux insurgés pensaient que les frères étaient toujours assiégés à l'intérieur de Gia Long. Ni les rebelles ni la garde présidentielle loyaliste n'avaient la moindre idée qu'à 21 h ils étaient sur le point de se battre pour un bâtiment vide. Minh aurait été mortifié lorsqu'il s'est rendu compte que Diệm et Nhu s'étaient échappés pendant la nuit.

## Arrestation à Cholon

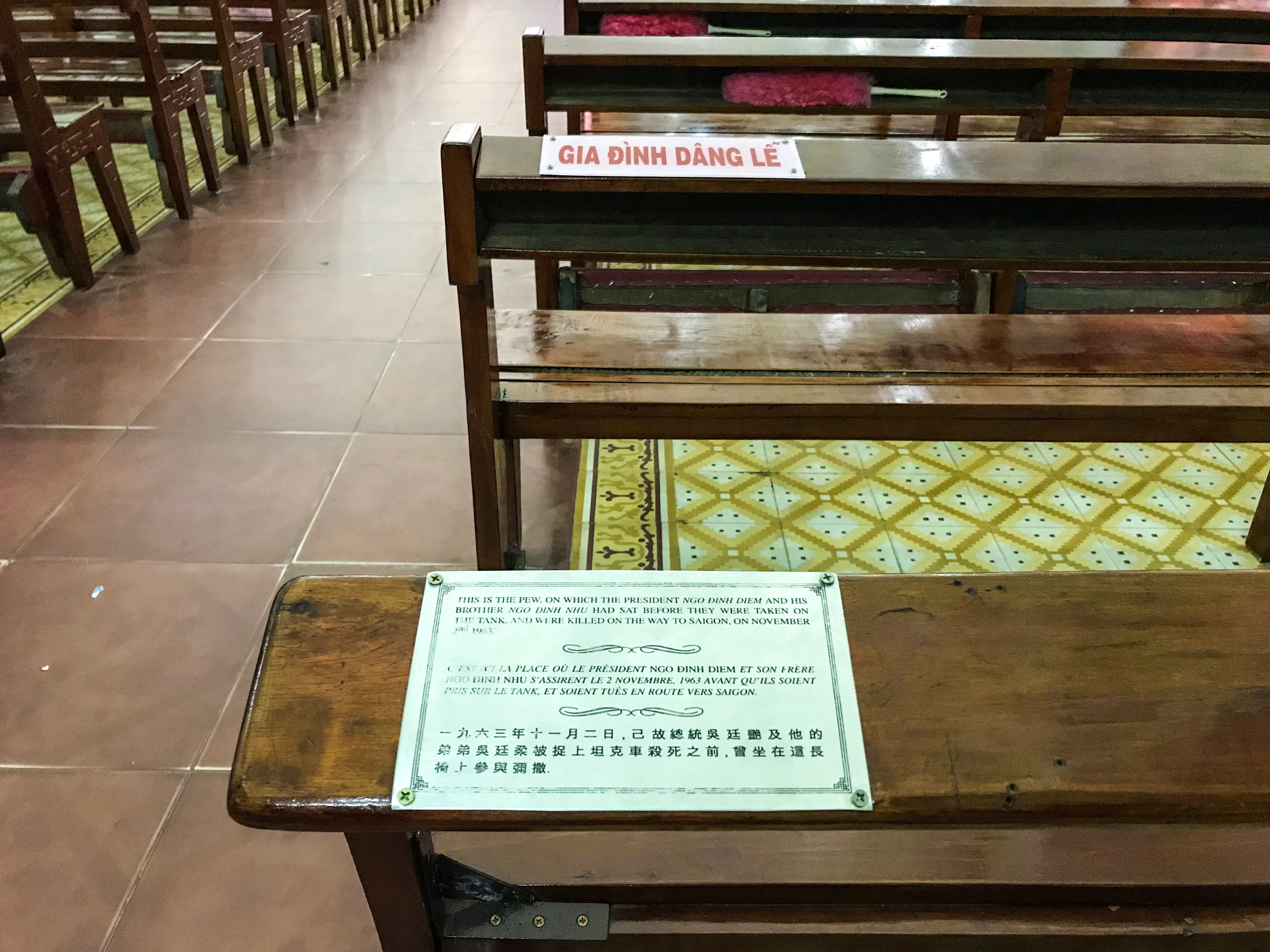
Un banc de l'église est marqué d'une petite plaque identifiant l'endroit où le président Ngo Dinh Diem a été arrêté après s'être réfugié ici avec son frère Ngo Dinh Nhu le 2 novembre 1963, après avoir fui le palais présidentiel.

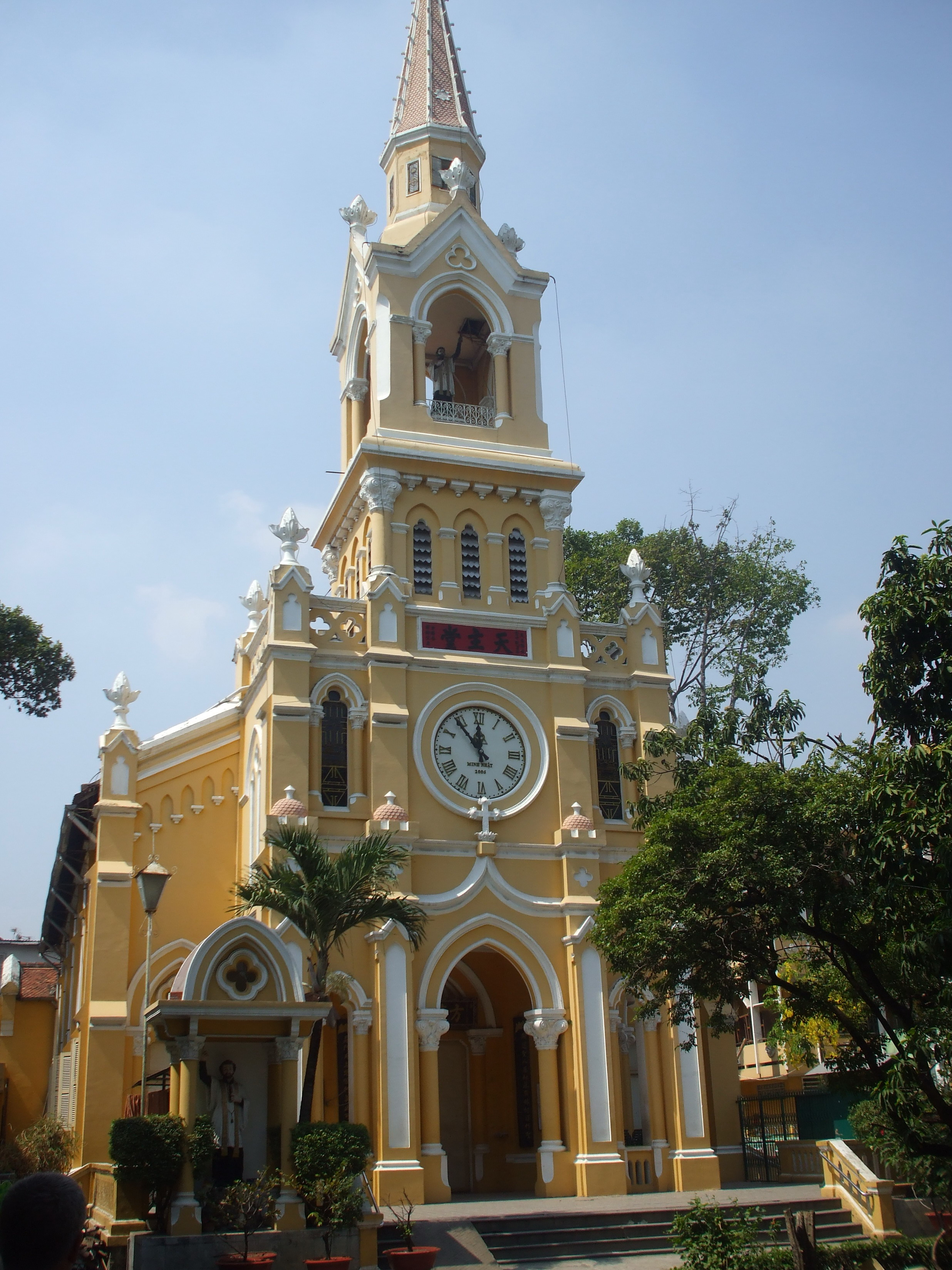
Église catholique Saint-François-Xavier, où les frères Ngô ont été arrêtés.

Après que Minh ait ordonné aux rebelles de fouiller les zones connues pour avoir été fréquentées par la famille Ngo, le colonel Phạm Ngọc Thảo (en) a été informé par un officier de la Garde présidentielle capturé que les frères s'étaient échappés par les tunnels vers un refuge à Cholon. Thảo a été dit par Khiêm, son supérieur, de localiser Diệm et de l'empêcher d'être tué. Quand Thảo est arrivé à la maison de Ma Tuyen, il a téléphoné à ses supérieurs. Diệm et Nhu l'ont entendu et Thơ les a conduits à l'église catholique voisine de Saint-François-Xavier, qu'ils avaient fréquenté au fil des ans. Le lieutenant Thơ est décédé quelques mois plus tard dans un accident d'avion, mais son journal n'a été retrouvé qu'en 1970. Thơ a enregistré les mots de Diệm alors qu'ils quittaient la maison de Ma Tuyen comme étant « Je ne sais pas si je vivrai ou mourrai et je m'en fiche, mais dis à Nguyễn Khánh que j'ai beaucoup d'affection pour lui et qu'il devrait me venger. » Peu après le début de la matinée, une messe a été célébrée pour la fête des Morts (le jour catholique des morts) et après la congrégation avait quitté le bâtiment, les frères Ngô marchait dans la cour ombragée et dans l'église portant des costumes gris foncé. Il a été supposé qu'ils ont été reconnus par un informateur alors qu'ils marchaient dans la cour. A l'intérieur de l'église, les frères priaient et recevaient la communion.
Quelques minutes plus tard, juste après 10 h 0, un véhicule blindé de transport de troupes et deux jeeps sont entrés dans l'étroite alcôve abritant l'église. Le lieutenant Thơ, qui avait auparavant demandé à Diệm de se rendre, en disant qu'il était sûr que son oncle Đỗ Mậu, ainsi que định et Khiêm, garantirait leur sécurité, a écrit dans son journal plus tard : "Je me considère comme responsable de les avoir conduit à leur mort".

## Convoi vers le quartier général du JGS
Le convoi était dirigé par le général Mai Hữu Xuân (en) et se composait des colonels Nguyễn Văn Quan et Dương Ngọc Lắm. Quan était l'adjoint de Minh et Lắm était le commandant de la garde civile (en). Lắm avait rejoint le coup une fois qu'une victoire rebelle semblait assurée. Deux autres officiers composaient le convoi : le major Dương Hiếu Nghĩa et le capitaine Nhung, garde du corps de Minh.
Diệm a demandé que le convoi s'arrête au palais afin qu'il puisse rassembler des objets personnels avant d'être exilé. Xuân l'a refusé, déclarant cliniquement que ses ordres étaient d'emmener Diệm et Nhu directement au siège du JGS. Nhu a exprimé son dégoût à l'idée qu'ils devaient être transportés dans un APC, en demandant : « Vous utilisez un tel véhicule pour conduire le président ? » Lắm leur assura que l'armure était pour leur propre protection. Xuân a déclaré qu'il avait été choisi pour les protéger des "extrémistes". Xuân a ordonné que les mains des frères soient attachées derrière leur dos avant de les pousser dans le porte-avions. Un officier a demandé de tirer sur Nhu, mais Xuân l'a refusé.

## Assassinat
Après l'arrestation, Nhung et Nghĩa se sont assis avec les frères dans l'APC, et le convoi est parti pour Tân Sơn Nhất. Avant que le convoi ne parte pour l'église, Minh aurait fait signe à Nhung avec deux doigts. Cela a été pris pour être un ordre de tuer les deux frères. Le convoi s'est arrêté à un passage à niveau sur le chemin du retour, où, selon tous les témoignages, les frères ont été assassinés. Une enquête menée par Đôn a déterminé que Nghĩa avait tiré sur les frères à bout portant avec une arme à feu semi-automatique et que Nhung les avait aspergés de balles avant de poignarder à plusieurs reprises les corps avec un couteau.
Nghĩa a raconté ce qui s'est passé pendant le voyage de retour au quartier général militaire : "Alors que nous retournions au quartier général de l'état-major interarmées, Diệm s'est assis en silence, mais Nhu et le capitaine [Nhung] ont commencé à s'insulter. Je ne sais pas qui a commencé. Les injures sont devenues passionnées. Le capitaine avait détesté Nhu auparavant. Maintenant, il était chargé d'émotion." Nghĩa a déclaré que lorsque le convoi a atteint un passage à niveau, "[Nhung] s'est précipité sur Nhu avec une baïonnette et l'a poignardé encore et encore, peut-être quinze ou vingt fois. Toujours en colère, il s'est tourné vers Diệm, a sorti son revolver et lui a tiré une balle dans la tête. Puis il a regardé Nhu, qui était allongé sur le sol, tremblant. Il lui a également tiré une balle dans la tête. Ni Diệm ni Nhu ne se sont jamais défendus. Leurs mains étaient liées."

## Tentative de dissimulation
Lorsque les cadavres sont arrivés au quartier général du JGS, les généraux ont été choqués. Bien qu'ils méprisaient et n'avaient aucune sympathie pour Nhu, ils respectaient toujours Diệm. Un général s'effondre et pleure tandis que l'assistant de Minh, le colonel Nguyễn Văn Quan, s'effondre sur une table. Le général Đính déclara plus tard : "Je n'ai pas pu dormir cette nuit-là". Đôn a soutenu que les généraux étaient "vraiment attristés" par les morts, affirmant qu'ils étaient sincères dans leurs intentions de donner à Diệm un exil sûr. Đôn chargea Nhu de convaincre Diệm de rejeter l'offre. Lodge a conclu plus tard: "Une fois de plus, le frère Nhu s'avère être le génie du mal dans la vie de Diệm."

### Réaction de l'ARVN
Đôn a ordonné à un autre général de dire aux journalistes que les frères Ngô étaient morts dans un accident. Il est allé affronter Minh dans son bureau:
- Đôn : "Pourquoi sont-ils morts?"
- Minh : "Et qu'importe qu'ils soient morts?"

A ce moment, Xuân entra dans le bureau de Minh par la porte ouverte, ignorant la présence de Đôn. Xuân se mit au garde-à-vous et déclara : "Mission accomplie." Peu après minuit le 2 novembre 1963 à Washington, la CIA a fait savoir à la Maison-Blanche que Diệm et Nhu étaient morts, prétendument par suicide. La radio vietnamienne avait annoncé leur mort par poison, et qu'ils s'étaient suicidés alors qu'ils étaient prisonniers dans un APC les transportant à Tân Sơn Nhất. Les histoires peu claires et contradictoires abondaient. Le général Harkins a rapporté que les suicides s'étaient produits soit par balle, soit par une grenade tirée de la ceinture d'un officier de l'ARVN qui montait la garde. Minh a tenté d'expliquer l'écart, en disant : "En raison d'une inadvertance, il y avait une arme à feu à l'intérieur du véhicule. C'est avec cette arme qu'ils se sont suicidés."

### Réaction américaine

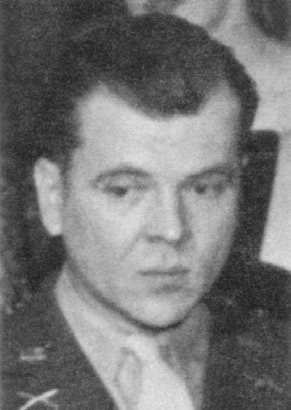
Lucien Conein, le contact de la CIA avec les généraux de l'ARVN.

Kennedy a appris la mort le lendemain matin lorsque Michael Forrestal (en), membre du Conseil de sécurité nationale, s'est précipité dans la salle du cabinet avec un télégramme rapportant les suicides présumés des frères Ngô. Selon le général Maxwell Taylor, "Kennedy a bondi sur ses pieds et s'est précipité hors de la pièce avec un air de choc et de consternation sur son visage que je n'avais jamais vu auparavant." Kennedy avait prévu que Diệm serait exilé en toute sécurité et Arthur M. Schlesinger Jr. a rappelé que Kennedy était "sombre et secoué". Kennedy a écrit plus tard un mémo, déplorant que l'assassinat était "particulièrement odieux" et se reprochant d'avoir approuvé le câble 243 (en), qui avait autorisé Lodge à explorer les options de coup d'État à la suite des attaques de Nhu contre les pagodes bouddhistes. Forrestal a déclaré que "Cela l'a secoué personnellement [...] l'a dérangé sur le plan moral et religieux. Cela a ébranlé sa confiance, je pense, dans le genre de conseils qu'il recevait sur le Sud Viêt Nam." Lorsque Kennedy a été consolé par un ami qui lui a dit qu'il n'avait pas besoin d'avoir pitié des frères Ngô pour des raisons de despotisme, Kennedy a répondu "Non. Ils étaient dans une position difficile. Ils ont fait de leur mieux pour leur pays."
La réaction de Kennedy n'a pas attiré la sympathie de toute son administration. Certains pensaient qu'il n'aurait pas dû soutenir le coup d'État et que comme les coups d'État étaient incontrôlables, l'assassinat était toujours une possibilité. Kennedy était sceptique quant à l'histoire et soupçonnait qu'un double assassinat avait eu lieu. Il a estimé que les frères Ngô, fervents catholiques, ne se seraient pas suicidés, mais Roger Hilsman a rationalisé la possibilité d'un suicide en affirmant que Diệm et Nhu auraient interprété le coup d'État comme un Armageddon. Les responsables américains ont rapidement pris conscience des véritables raisons de la mort de Diệm et Nhu. Lucien Conein avait quitté le quartier général rebelle alors que les généraux s'apprêtaient à faire venir les frères Ngô pour la conférence de presse qui annonçait la passation du pouvoir. De retour à sa résidence, Conein a reçu un appel téléphonique de la station de la CIA de Saïgon qui lui a ordonné de se présenter à l'ambassade. L'ambassade a informé Conein que Kennedy lui avait demandé de trouver Diệm. Conein est retourné à Tân Sơn Nhất vers 10 h 30. La conversation suivante a été rapportée :
- Conein : "Où étaient Diem et Nhu?"
- Minh : "Ils se sont suicidés. Ils étaient dans l'église catholique de Cholon et ils se sont suicidés."
- Conein : "Écoute, tu es bouddhiste, je suis catholique. S'ils se sont suicidés dans cette église et que le prêtre tient la messe ce soir, cette histoire ne tiendra pas la route. Où sont-elles?"
- Minh : "Leurs corps sont derrière l'état-major général. Voulez-vous les voir?"
- Conein : "Non."
- Minh : "Pourquoi pas?"
- Conein : "Eh bien, si par hasard une personne sur un million vous croit qu'elle s'est suicidée à l'église et que je vois qu'elle ne s'est pas suicidée et que je sais différemment, alors si jamais ça sort, j'ai des ennuis."

Conein savait que s'il voyait les blessures d'exécution, il ne pourrait pas nier que Diem et Nhu avaient été assassinés. Conein a refusé d'en voir la preuve, réalisant qu'avoir une telle connaissance compromettrait sa couverture et sa sécurité. Il retourna à l'ambassade et présenta son rapport à Washington. La CIA à Saïgon a ensuite obtenu une série de photos des frères qui ne laissaient aucun doute sur leur exécution. Les photos ont été prises vers 10 h 0 le 2 novembre et montraient les frères morts couverts de sang sur le sol d'un APC. Ils étaient vêtus des robes des prêtres catholiques romains, les mains liées derrière le dos. Leurs visages étaient ensanglantés et meurtris et ils avaient été poignardés à plusieurs reprises. Les images semblaient authentiques, discréditant les affirmations des généraux selon lesquelles les frères s'étaient suicidés. Les images ont été distribuées dans le monde entier, après avoir été vendues à des médias de Saïgon. La légende sous une photo publiée dans Time disait "'Suicide' sans mains".

## Réaction des médias
Après les morts, la junte militaire a affirmé que les frères Ngô s'étaient suicidés. Le 6 novembre, le ministre de l'Information Trần Tự Oai a déclaré lors d'une conférence de presse que Diệm et Nhu étaient morts par "suicide accidentel" après qu'une arme à feu a été déchargée lorsque Nhu avait tenté de la prendre à l'officier qui les avait arrêtés. Cela a attiré le scepticisme immédiat de David Halberstam du New York Times, qui a remporté un prix Pulitzer pour ses reportages sur le Viêt Nam. Halberstam a écrit au Département d'État américain que "des sources militaires privées extrêmement fiables" avaient confirmé que les frères avaient reçu l'ordre d'être exécutés à leur retour au quartier général militaire. Neil Sheehan de UPI a rapporté un compte similaire basé sur ce qu'il a décrit comme "des sources hautement fiables". Le père Léger de l'église catholique Saint François Xavier a affirmé que les frères Ngô étaient à genoux à l'intérieur du bâtiment lorsque des soldats ont fait irruption, les ont emmenés à l'extérieur et dans l'APC. Lodge avait été informé par "une source irréprochable" que les deux frères avaient reçu une balle dans la nuque et que le corps de Diệm portait les traces d'un passage à tabac.

## Impact et conséquences
Une fois que la nouvelle de la cause de la mort des frères Ngo a commencé à être rendue publique, les États-Unis se sont inquiétés de leur association avec la nouvelle junte et de leurs actions pendant le coup d'État. Le secrétaire d'État américain Dean Rusk a ordonné à Lodge d'interroger Minh sur les meurtres. Lodge a câblé en arrière, soutenant d'abord la fausse histoire diffusée par les généraux, en disant que leur histoire était plausible en raison du pistolet soi-disant chargé laissé sur le sol du véhicule. Rusk s'inquiétait des implications pour les relations publiques que les photographies sanglantes des frères généreraient. Lodge n'a montré aucune inquiétude en public, félicitant Đôn pour la "performance magistrale" du coup d'État et promettant une reconnaissance diplomatique. L'affirmation de Đôn selon laquelle les assassinats n'étaient pas planifiés s'est avérée suffisante pour Lodge, qui a déclaré au Département d'État que "je suis sûr que l'assassinat n'était pas dans leur direction." Minh et Đôn ont réitéré leur position lors d'une réunion avec Conein et Lodge le lendemain. Plusieurs membres de l'administration Kennedy ont été consternés par les meurtres. Le secrétaire d'État adjoint aux Affaires d'Extrême-Orient, W. Averell Harriman, a déclaré que "ce fut un grand choc pour tout le monde qu'ils aient été tués". Il a postulé qu'il s'agissait d'un accident et a spéculé que Nhu l'avait peut-être causé en insultant les officiers qui le surveillaient. Le responsable de l'ambassade Rufus Phillips, qui était le conseiller américain du programme hameau stratégique de Nhu, a déclaré que "je voulais m'asseoir et pleurer", citant les meurtres comme un facteur clé dans les futurs problèmes de leadership qui assaillent le Sud Viêt Nam.
Selon l'historien Howard Jones, le fait "que les meurtres n'aient pas réussi à faire des frères des martyrs constituait un témoignage frappant de la profondeur de la haine populaire qu'ils avaient suscitée". Les assassinats ont provoqué une scission au sein de la direction du coup d'État, transformant l'harmonie initiale entre les généraux en discorde, et plus loin à l'étranger ont repoussé l'opinion américaine et mondiale, explosant le mythe que ce nouveau régime constituerait une nette amélioration par rapport à leurs prédécesseurs, et finalement convaincu Washington que même si les noms des dirigeants avaient changé à Saïgon, la situation restait la même. La critique des meurtres a en outre amené les officiers à se méfier et à se battre les uns contre les autres pour des postes au sein du nouveau gouvernement. Đôn a exprimé son horreur face aux assassinats en faisant remarquer de manière caustique qu'il avait organisé la voiture blindée dans le but de protéger Diệm et Nhu. Khanh a affirmé que la seule condition qu'il avait posée pour rejoindre le complot était que Diem ne serait pas tué. Selon Jones, "lorsque les décisions concernant les affaires post-coup d'État ont eu la priorité, le ressentiment à l'égard des meurtres s'est mêlé à la concurrence viscérale sur les postes gouvernementaux pour démanteler le nouveau régime avant qu'il ne prenne pleinement forme".

## Débat sur la culpabilité
La responsabilité des assassinats était généralement imputée à Minh. Conein a affirmé que "je l'ai sur la très bonne autorité de très nombreuses personnes, que Big Minh a donné l'ordre", comme l'a fait William Colby, le directeur de la division Extrême-Orient de la CIA. Đôn était tout aussi catégorique, disant "Je peux affirmer sans équivoque que cela a été fait par le général Dương Văn Minh et par lui seul." Lodge pensait que Xuân était aussi en partie coupable en affirmant que "Diệm et Nhu avaient été assassinés, sinon par Xuân personnellement, du moins sous sa direction."
Minh a imputé les assassinats à Thiệu, après que ce dernier soit devenu président. En 1971, Minh a affirmé que Thiệu était responsable des morts en hésitant et en retardant l'attaque de sa cinquième division sur le palais de Gia Long. Đôn aurait fait pression sur Thieu pendant la nuit, lui demandant au téléphone "Pourquoi êtes-vous si lent à le faire? Avez-vous besoin de plus de troupes? Si vous le faites, demandez à Đính d'envoyer plus de troupes (et faites-le rapidement car après avoir pris du palais, tu seras nommé général)." Thiệu a nié avec véhémence toute responsabilité et a publié une déclaration que Minh n'a pas réfutée publiquement : "Dương Văn Minh doit assumer l'entière responsabilité de la mort de Ngô Đình Diệm."
Pendant la présidence de Richard Nixon, une enquête du gouvernement américain a été ouverte sur l'implication américaine dans les assassinats. Nixon était un ennemi politique de Kennedy, ayant perdu de justesse contre lui lors de l'élection présidentielle de 1960. Nixon a ordonné une enquête sous E. Howard Hunt sur les meurtres, convaincu que Kennedy doit avoir secrètement ordonné les meurtres, mais l'enquête n'a pas pu trouver un tel ordre secret.

## Motivation
Conein a affirmé que l'humiliation de Minh par Diệm et Nhu était une motivation majeure pour ordonner leurs exécutions. Conein a estimé que Diệm et Nhu étaient condamnés une fois qu'ils se sont échappés du palais de Gia Long, au lieu de s'y rendre et d'accepter l'offre d'un exil sûr. Après avoir pris d'assaut le palais avec succès, Minh avait présumé que les frères seraient à l'intérieur et est arrivé à la résidence présidentielle en uniforme militaire de cérémonie "avec une berline et tout le reste". Conein a décrit Minh comme un "homme très fier" qui avait perdu la face en se présentant au palais pour son moment de gloire, seulement pour trouver un bâtiment vide. Plus d'une décennie après le coup d'État, Conein a affirmé que Diệm et Nhu n'auraient pas été tués s'ils avaient été dans le palais, car il y avait trop de personnes présentes.
Un loyaliste vietnamien de Diệm a demandé à des amis de la CIA pourquoi un assassinat avait eu lieu, estimant que si Diem était jugé inefficace, sa destitution suffirait. Les employés de la CIA ont répondu qu'"ils devaient le tuer. Sinon, ses partisans se rassembleraient et s'organiseraient progressivement et il y aurait une guerre civile." Quelques mois après l'événement, Minh aurait dit en privé à un américain que "Nous n'avions pas d'autre alternative. Ils devaient être tués. On ne pouvait pas permettre à Diệm de vivre parce qu'il était trop respecté parmi les gens simples et la campagne, en particulier les catholiques et les réfugiés. Nous avons dû tuer Nhu parce qu'il était si largement craint (et il avait créé des organisations qui étaient les armes de son pouvoir personnel)."
Trần Văn Hương, un homme politique civil de l'opposition qui a été emprisonné en 1960 pour avoir signé le Manifeste de la Caravelle (en) qui critiquait Diệm, et a ensuite brièvement servi comme Premier ministre, a donné une analyse cinglante de l'action des généraux. Il a déclaré que "les généraux de haut rang qui ont décidé d'assassiner Diệm et son frère étaient morts de peur. Les généraux savaient très bien que n'ayant aucun talent, aucune vertu morale, aucun soutien politique que ce soit, ils ne pouvaient empêcher un retour spectaculaire du président et M. Nhu s'ils étaient vivants."

## Enterrements de Diệm et Nhu
Vers 16 h 0 le 2 novembre, les corps de Diệm et Nhu ont été identifiés par l'épouse de l'ancien ministre du Cabinet Trần Trùng Dung. Les cadavres ont été emmenés à l'hôpital catholique Saint-Paul, où un médecin français a fait une déclaration formelle de décès sans procéder à une autopsie. L'acte de décès original ne décrivait pas Diệm comme chef d'État mais comme « chef de province », un poste qu'il avait occupé quatre décennies plus tôt sous l'administration coloniale française. Nhu a été décrit comme chef « du service de bibliothèque », un poste qu'il a occupé dans les années 1940. Cela a été interprété comme une façon vietnamienne d'exprimer son mépris pour les deux dirigeants méprisés. Leur lieu de sépulture n'a jamais été divulgué par la junte et les rumeurs à son sujet persistent à ce jour. Les lieux de sépulture supposés comprennent une prison militaire, un cimetière local, le terrain du siège du JGS et il y a également des rapports de crémation. Personne n'a jamais été poursuivi pour les meurtres.

## Services commémoratifs
Le gouvernement n'a approuvé un service commémoratif public pour la mort de Diệm et Nhu jusqu'en 1968. En 1971, plusieurs milliers de personnes en deuil se sont rassemblées sur la prétendue tombe de Diệm. Les prières catholiques étaient prononcées en latin. Des bannières ont proclamé Diệm comme un sauveur du sud, certaines personnes en deuil étant entrées à Saïgon depuis des villages situés à l'extérieur de la capitale, portant des portraits de Diệm. Madame Thiệu, la Première Dame, a été vue en train de pleurer lors d'une messe de requiem à la basilique de Saïgon. Plusieurs membres du cabinet étaient également sur la tombe et un éloge funèbre a été prononcé par un général de l'ARVN. Selon l'éloge funèbre, Diệm est mort parce qu'il avait résisté à la domination des étrangers et à leurs plans d'amener un grand nombre de troupes au Viêt Nam et d'élargir une guerre qui aurait détruit le pays. Thiệu a parrainé les services, et cela a été largement considéré comme un moyen de s'associer aux caractéristiques personnelles de Diệm. Diệm refusait fréquemment de suivre les conseils américains et était connu pour son intégrité personnelle, contrairement à Thiệu, tristement célèbre pour sa corruption et considéré comme trop proche des américains. Cependant, les tentatives de Thiệu de s'associer à l'indépendance relative de Diệm vis-à-vis de l'influence des États-Unis n'ont pas abouti. Selon le général Maxwell Taylor, président de l'US Joint Chiefs of Staff, « il y avait le souvenir de Diệm pour hanter ceux d'entre nous qui connaissaient les circonstances de sa chute. Par notre complicité, nous, les américains, étions responsables de la situation dans laquelle se trouvaient les Sud-Vietnamiens. »